# Morti nel 1185
| Questa pagina contiene informazioni ricavate automaticamente dalle voci biografiche con l'ausilio del template Bio e di un bot. L'aggiornamento è periodico e automatico e ricostruisce completamente la pagina. Se manca una persona in questa lista, sei pregato di non aggiungerla, ma accertati piuttosto che la sua voce biografica contenga il template Bio e che i dati anagrafici siano correttamente compilati. Se il template Bio manca, inseriscilo tu stesso o, in alternativa, metti l'avviso {{tmp\|Bio}} che ne segnala la mancanza. Se i dati riportati sono sbagliati, correggi direttamente la voce biografica; le modifiche saranno visibili in questa lista entro pochi giorni. Per chiarimenti vedi il progetto biografie. La lista contiene solo le 16 persone che sono citate nell'enciclopedia e per le quali è stato implementato correttamente il template Bio. Pagina aggiornata al 10 apr 2025. |

- 9 febbraio - Teodorico II di Lusazia, nobile tedesco
- 16 marzo - Baldovino IV di Gerusalemme, sovrano franco (n. 1161)
- 30 marzo - Beatrice di Rethel, sovrana
- 24 aprile - Antoku, imperatore giapponese (n. 1178)
- 30 maggio - Costantino Macroducas, nobile bizantino
- 16 giugno - Richenza di Polonia, regina
- 18 luglio - Stefan, arcivescovo cattolico svedese
- 19 luglio - Taira no Munemori, militare giapponese (n. 1147)
- 11 settembre - Stefano Agiocristoforite, funzionario bizantino
- 12 settembre - Andronico I Comneno, imperatore bizantino (n. 1118)
- 25 novembre - Papa Lucio III, papa, cardinale e vescovo cattolico italiano
- 6 dicembre - Alfonso I del Portogallo, sovrano (n. 1109)
- Bhāskara II, astronomo e matematico indiano (n. 1114)
- Centullo III di Bigorre, nobile franco
- Enrico I del Carretto, nobile italiano
- Ibn Tufayl, scrittore, filosofo e teologo arabo (n. 1105)